# Clásica de Ordizia 2012
La LXXXIX Prueba Villafranca-Ordiziako Klasikoa (Gran Premio Ordiziako Udala) se disputó el 25 de julio de 2012 por el recorrido habitual de esta carrera en los últimos años sobre un trazado de 165,7 km.
La prueba perteneció al UCI Europe Tour 2011-2012 de los Circuitos Continentales UCI, dentro de la categoría 1.1.
Participaron 13 equipos. Los 2 equipos españoles de categoría UCI ProTeam (Euskaltel-Euskadi y Movistar Team); los 2 de categoría Profesional Continental (Andalucía y Caja Rural); y los 2 de categoría Continental (Burgos BH-Castilla y León y Orbea Continental). En cuanto a representación extranjera, estarán 7 equipos: los Profesionales Continentales del Saur-Sojasun, Androni Giocattoli-Venezuela, Colombia-Coldeportes y RusVelo; y los Continentales del Gios Deyser-Leon Kastro, Team Bonitas y Lokosphinx. Formando así un pelotón de 117 ciclistas, con 10 corredores por equipo (excepto el Orbea Continental que salió con 9 y el Movistar, Colombia-Coldeportes, RusVelo, Gios Deyser-Leon Kastro, Bonitas y Lokosphinx que salieron con 8), de los que acabaron 98; aunque solo 92 de ellos dentro del "control".
El ganador final fue Gorka Izagirre (que además ganó la clasificación del primer vasco navarro) tras marcharse junto a Esteban Chaves (segundo) en el último alto. Completó el podio Miguel Ángel Rubiano tras encabezar un pequeño grupo perseguidor que alcanzó en la recta de meta a los dos fugados.
En las clasificaciones secundarias se impusieron Ivan Rovny (montaña), Javier Aramendia (metas volantes) y Esteban Chaves (sub-23).

## Clasificación final
| \| Posición \| Ciclista \| Equipo \| Tiempo \| \| -------- \| -------------------- \| ---------------------------- \| --------------- \| \| 1. \| Gorka Izagirre \| Euskaltel-Euskadi \| 4 h 03 min 17 s \| \| 2. \| Esteban Chaves \| Colombia-Coldeportes \| m.t. \| \| 3. \| Miguel Ángel Rubiano \| Androni Giocattoli-Venezuela \| m.t. \| \| 4. \| Andrey Amador \| Movistar \| m.t. \| \| 5. \| Jeffrey Romero \| Colombia-Coldeportes \| m.t. \| \| 6. \| Pedro Merino \| Gios Deyser-Leon Kastro \| m.t. \| \| 7. \| Fabricio Ferrari \| Caja Rural \| m.t. \| \| 8. \| David López \| Movistar \| m.t. \| \| 9. \| Moisés Dueñas \| Burgos BH-Castilla y León \| m.t. \| \| 10. \| Emanuele Sella \| Androni Giocattoli-Venezuela \| m.t. \| |                      |                              |                 |
| Posición | Ciclista             | Equipo                       | Tiempo          |
| 1. | Gorka Izagirre       | Euskaltel-Euskadi            | 4 h 03 min 17 s |
| 2. | Esteban Chaves       | Colombia-Coldeportes         | m.t.            |
| 3. | Miguel Ángel Rubiano | Androni Giocattoli-Venezuela | m.t.            |
| 4. | Andrey Amador        | Movistar                     | m.t.            |
| 5. | Jeffrey Romero       | Colombia-Coldeportes         | m.t.            |
| 6. | Pedro Merino         | Gios Deyser-Leon Kastro      | m.t.            |
| 7. | Fabricio Ferrari     | Caja Rural                   | m.t.            |
| 8. | David López          | Movistar                     | m.t.            |
| 9. | Moisés Dueñas        | Burgos BH-Castilla y León    | m.t.            |
| 10. | Emanuele Sella       | Androni Giocattoli-Venezuela | m.t.            |